# Camillina brasiliensis
Camillina brasiliensis är en spindelart som beskrevs av Müller 1987. Camillina brasiliensis ingår i släktet Camillina och familjen plattbuksspindlar. Inga underarter finns listade.